# Nottjärnen (Svärdsjö socken, Dalarna, 674806-152557)
Nottjärnen är en sjö i Falu kommun i Dalarna och ingår i Gavleåns huvudavrinningsområde.